# Choqueuse-les-Bénards
Choqueuse-les-Bénards  ist eine französische Gemeinde mit 99 Einwohnern (Stand 1. Januar 2022) im Département Oise in der Region Hauts-de-France. Sie gehört zum Arrondissement Beauvais und zum Kanton Saint-Just-en-Chaussée.

## Lage
Die Gemeinde Chocqueuse-les-Bénards liegt 24 Kilometer nördlich von Beauvais. Im Südwesten hat die Gemeinde mit drei Windkraftanlagen einen Anteil an einem interkommunalen Windpark.

## Bevölkerungsentwicklung
| Jahr                       | 1962 | 1968 | 1975 | 1982 | 1990 | 1999 | 2006 | 2014 | 2021 |
| Einwohner                  | 91   | 73   | 45   | 58   | 62   | 60   | 70   | 104  | 102  |
| Quellen: Cassini und INSEE |      |      |      |      |      |      |      |      |      |

## Sehenswürdigkeiten
- Kirche Notre-Dame-de-la-Nativité (16. Jahrhundert)
- Burgruine

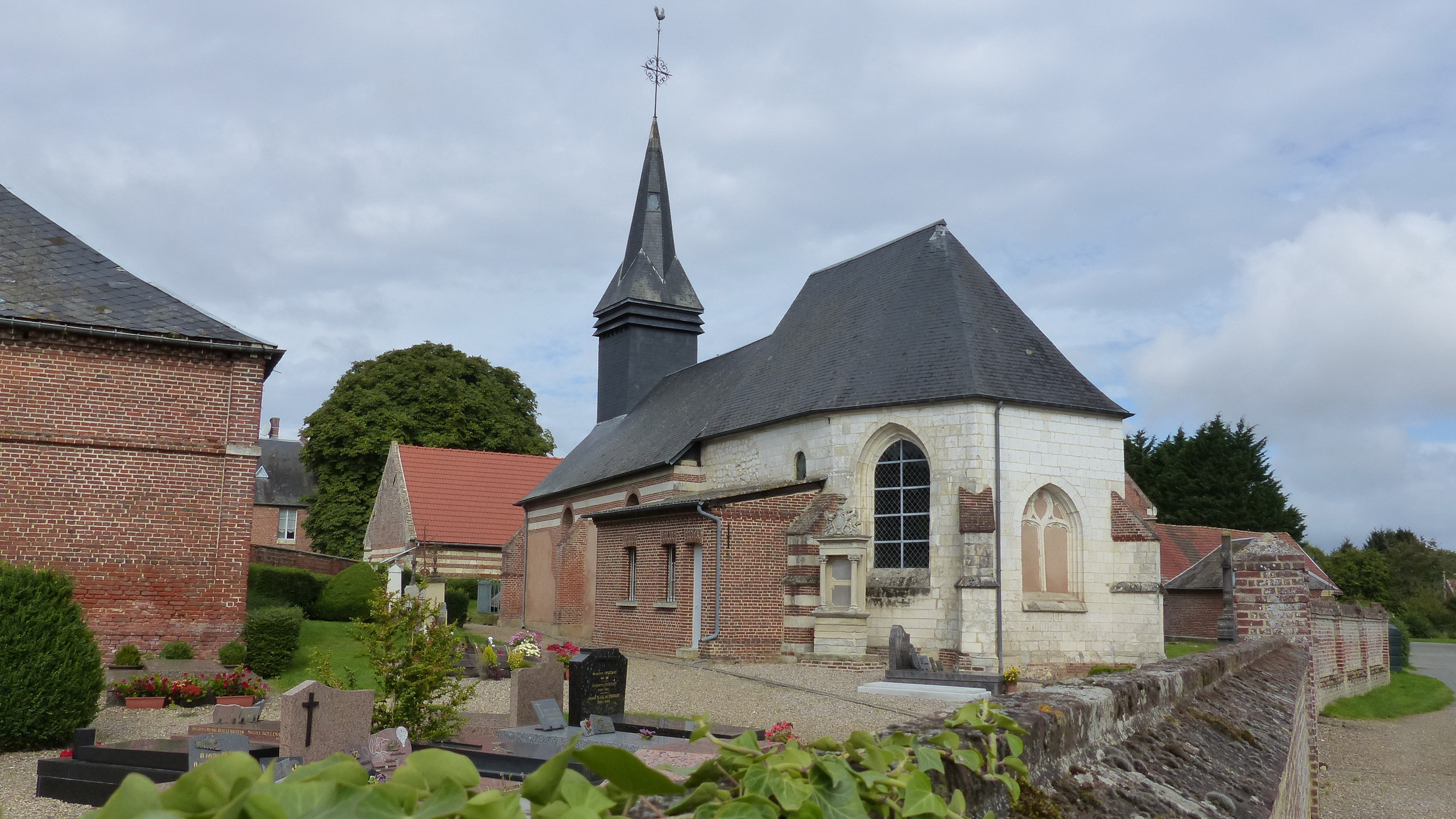
Kirche Notre-Dame-de-la-Nativité
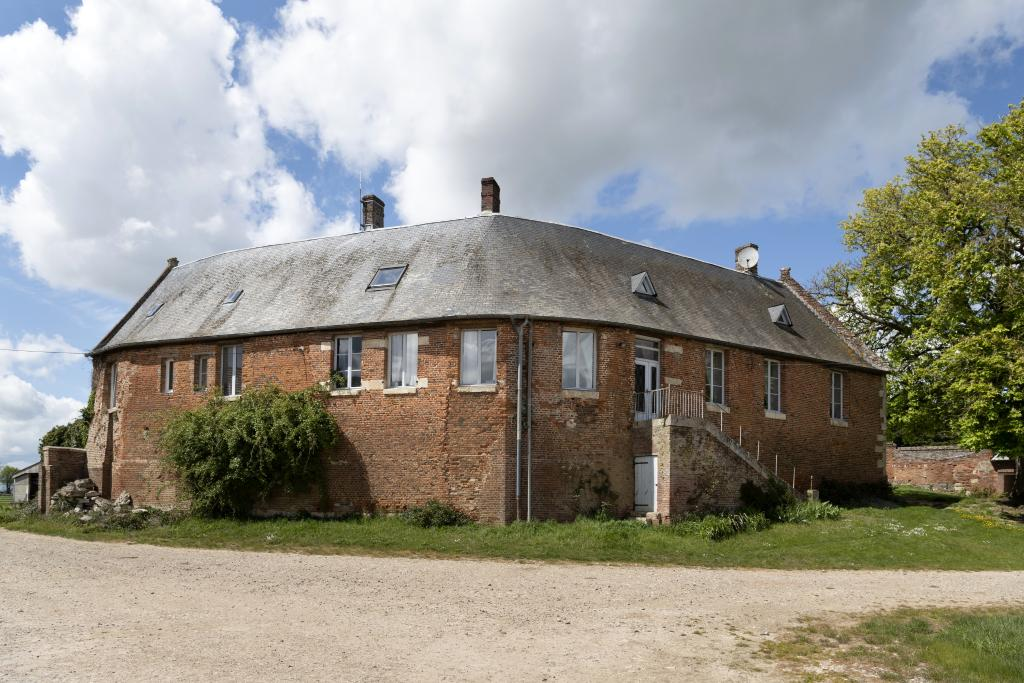
Burgruine
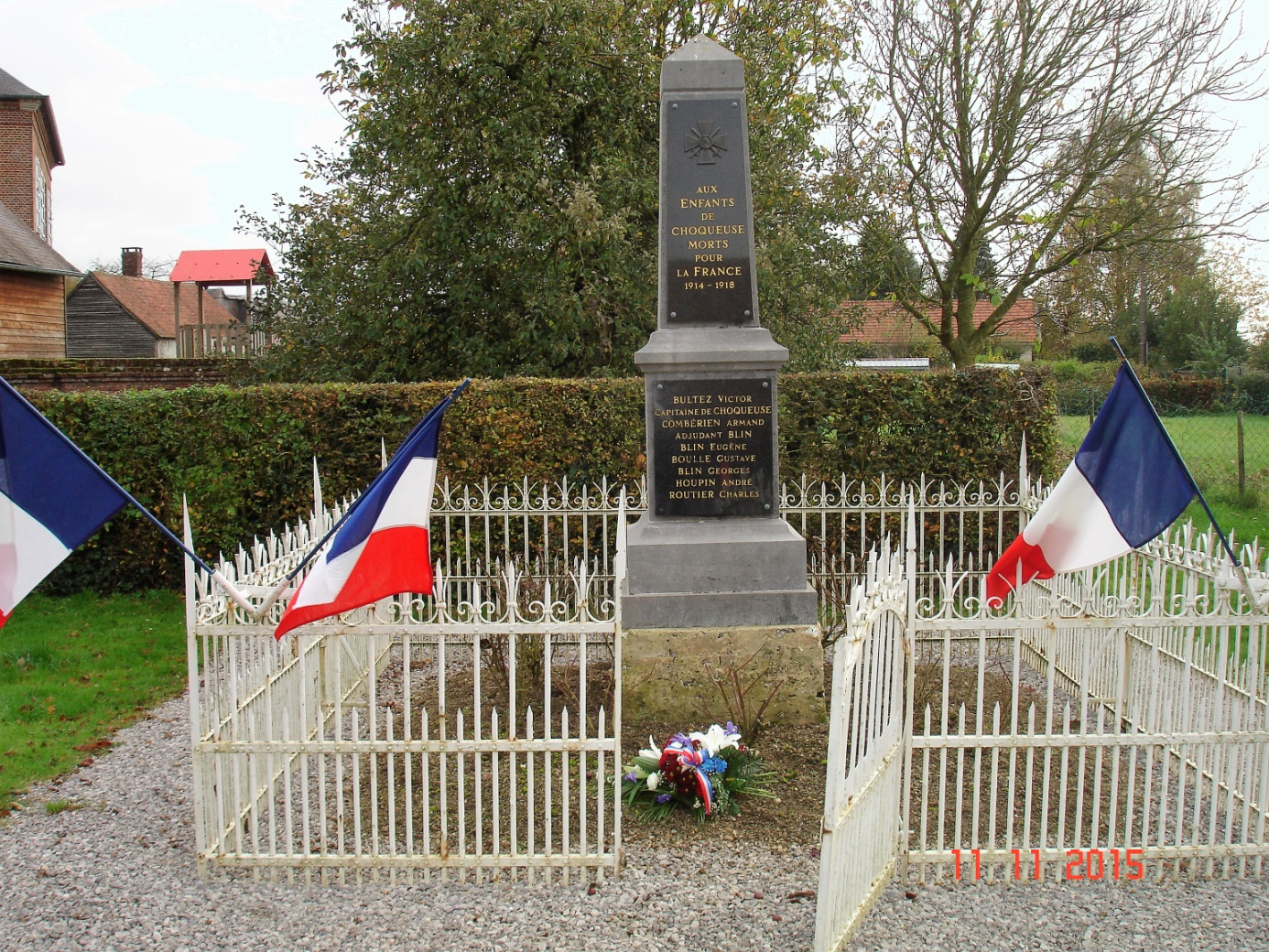
Gefallenendenkmal